# Kiki María
Kiki María (nacida en Magelang, Java Central, 10 de septiembre de 1962) es una cantante, actriz y presentadora cinematográfica indonesia.

## Biografía
Es hija de una popular estrella de cine famosa en la década de los 1980, Suzanna, quien contrajo matrimonio con el actor holandés actor Dick Suprapto.

## Carrera
Kiki pareció empezó su carrera artística cuando lanzó su primer álbum titulado "Esok Milik Kita", aunque se produjo en 1985 un pleito por la disputa de registros musicales de Jackson Record y Dodo ZakariaDodo, quien era productor y director musical.

## Presentación cinematográfica
- Capcom TV (TVRI 1986)
- Edu-Games vs. CAPCOM (TVRI 1998)
- Arena Fantasi (TVRI 2000)

## Discografía
- Esok Milik Kita ciptaan Dodo Zakaria.
- Pertengkaran ciptaan Dodo Zakaria.
- Ingkar ciptaan Ully Sigar Rusady.
- Bersamamu ciptaan Dian Pramana Poetra & Bowie.
- Mencari Keadilan ciptaan Dede Anwar Poetra.
- Bayang-bayang ciptaan Franky Sahilatua.
- Semusim Cintaku ciptaan Dodo Zakaria.
- Bisik ciptaan Cecep AS.
- Lega ciptaan Cecep AS.
- Hasrat ciptaan Dodo Zakaria.
- Bingung duet dengan Yessy Robot dengan Ciptaan lagu dari Barin R D.

## Filmografía
- Selamat Tinggal Masa Remaja (1980) - bermain dengan Rano Karno, Ita Mustafa, Tutie Kirana dan Soekarno M. Noor dengan sutradara Frank Rorimpandey.